# هیتومی یوشیزاوا
هیتومی یوشیزاوا (انگلیسی: Hitomi Yoshizawa؛ زادهٔ ۱۲ آوریل ۱۹۸۵) موسیقی‌دان اهل ژاپن است.